# أنصار الإسلام (بوركينا فاسو)
أنصار الإسلام هي جماعة إسلامية مسلحة تنشط في بوركينا فاسو ومالي. أنصار الإسلام هي فرع جماعة أنصار الدين في بوركينا فاسو.

## الهجمات
ادعت جماعة أنصار الإسلام أنها نفذت ما لا يقل عن ثلاث هجمات في أنحاء جمهورية بوركينا فاسو وهي: هجوم شهر ديسمبر 2016 في ناسومبو، والاعتداء على مركزين للشرطة في تونغومايل وبارابولي في شهر فبراير 2017، والهجوم على قرية في سوم في شهر مارس 2017.